# Birdman (film)
Birdman, ook bekend onder de titel Birdman or (The Unexpected Virtue of Ignorance), is een Amerikaanse film uit 2014 van regisseur Alejandro González Iñárritu. De hoofdrollen in het komisch drama worden vertolkt door Michael Keaton, Edward Norton, Naomi Watts, Zach Galifianakis en Emma Stone.

## Verhaal
Riggan Thomson is een aan lager wal geraakte filmster. In het verleden maakte hij furore met de vertolking van de iconische superheld Birdman, maar inmiddels is hij door het grote publiek vergeten en kampt hij met ego- en familieproblemen. Om zijn reputatie te herstellen, werkt hij als acteur, scenarist en regisseur mee aan een Broadway-toneelstuk gebaseerd op What We Talk About When We Talk About Love van auteur Raymond Carver.

## Rolverdeling
| Acteur               | Personage              |
| -------------------- | ---------------------- |
| Michael Keaton       | Riggan Thomson         |
| Emma Stone           | Sam, Riggans dochter   |
| Kenny Chin           | Koreaanse kruidenier   |
| Jamahl Garrison-Lowe | Daniel                 |
| Zach Galifianakis    | Jake                   |
| Naomi Watts          | Lesley                 |
| Amy Ryan             | Sylvia, moeder van Sam |
| Jeremy Shamos        | Ralph                  |
| Andrea Riseborough   | Laura                  |
| Lindsay Duncan       | Tabitha Dickinson      |
| Katherine O'Sullivan | Costumière             |
| Damian Young         | Gabriel                |
| Keenan Shimizu       | Han                    |
| Akira Ito            | Vertaler               |
| Natalie Gold         | Clara                  |
| Merritt Wever        | Annie                  |
| Edward Norton        | Mike                   |

## Biografische elementen
Michael Keaton kroop net als zijn personage ooit in de huid van een iconische superheld. Hij vertolkte Batman in de films Batman (1989) en Batman Returns (1992) van regisseur Tim Burton. De acteur die tot daarvoor vooral bekend was om zijn komische rollen groeide zo uit tot een filmster. Maar Keaton kon het succes van de twee superheldenfilms nadien niet meer evenaren. Zelfs een rol in Quentin Tarantino's Jackie Brown (1997) blies zijn carrière geen nieuw leven in.
Door de overeenkomsten tussen Keaton en zijn personage wordt Birdman ook weleens vergeleken met de filmklassieker Sunset Blvd. (1950). In die prent speelt Gloria Swanson eveneens een aan lager wal geraakte Hollywoodster. Verder wordt Birdman ook regelmatig vergeleken met Being John Malkovich (1999) en andere surrealistische films van scenarist Charlie Kaufman.

## Prijzen en nominaties
De belangrijkste:
| Jaar                                    | Prijs                                             | Categorie                                                                    | Genomineerde(n)                                                                       | Resultaat   |
| --------------------------------------- | ------------------------------------------------- | ---------------------------------------------------------------------------- | ------------------------------------------------------------------------------------- | ----------- |
| 2016                                    | Deense Robert                                     | Beste Amerikaanse Film                                                       |                                                                                       | Gewonnen    |
| 2016                                    | Grammy Award                                      | Beste soundtrack                                                             | Antonio Sanchez                                                                       | Gewonnen    |
| 2015                                    | Oscar                                             | Beste film                                                                   | Beste film                                                                            | Gewonnen    |
| 2015                                    | Oscar                                             | Beste regisseur                                                              | Alejandro González Iñárritu                                                           | Gewonnen    |
| 2015                                    | Oscar                                             | Beste acteur                                                                 | Michael Keaton                                                                        | Genomineerd |
| 2015                                    | Oscar                                             | Beste mannelijke bijrol                                                      | Edward Norton                                                                         | Genomineerd |
| 2015                                    | Oscar                                             | Beste vrouwelijke bijrol                                                     | Emma Stone                                                                            | Genomineerd |
| 2015                                    | Oscar                                             | Beste originele scenario                                                     | Alejandro González Iñárritu, Nilcolás Glacobone, Alexander Dinelaris Jr. & Armando Bo | Gewonnen    |
| 2015                                    | Oscar                                             | Beste geluidseffecten                                                        | Martin Hernández & Aaron Glascock                                                     | Genomineerd |
| 2015                                    | Oscar                                             | Beste geluid                                                                 | Jon Taylor, Frank A. Montaño & Thomas Varga                                           | Genomineerd |
| 2015                                    | Oscar                                             | Beste camerawerk                                                             | Emmanuel Lubezki                                                                      | Gewonnen    |
| 2014                                    |                                                   |                                                                              |                                                                                       |             |
| Critics' Choice Award                   | Best Picture                                      | Best Picture                                                                 | Genomineerd                                                                           |             |
| Critics' Choice Award                   | Best Comedy                                       | Best Comedy                                                                  | Genomineerd                                                                           |             |
| Critics' Choice Award                   | Best Director                                     | Alejandro González Iñárritu                                                  | Genomineerd                                                                           |             |
| Critics' Choice Award                   | Best Actor                                        | Michael Keaton                                                               | Gewonnen                                                                              |             |
| Critics' Choice Award                   | Best Actor in a Comedy                            | Michael Keaton                                                               | Gewonnen                                                                              |             |
| Critics' Choice Award                   | Best Supporting Actor                             | Edward Norton                                                                | Genomineerd                                                                           |             |
| Critics' Choice Award                   | Best Supporting Actress                           | Emma Stone                                                                   | Genomineerd                                                                           |             |
| Critics' Choice Award                   | Best Acting Ensemble                              | Best Acting Ensemble                                                         | Gewonnen                                                                              |             |
| Critics' Choice Award                   | Best Original Screenplay                          | Alejandro González Iñárritu Nicolás Giacobone Alexander Dinelaris Armando Bo | Gewonnen                                                                              |             |
| Critics' Choice Award                   | Best Cinematography                               | Emmanuel Lubezki                                                             | Gewonnen                                                                              |             |
| Critics' Choice Award                   | Best Editing                                      | Douglas Crise Stephen Mirrione                                               | Gewonnen                                                                              |             |
| Critics' Choice Award                   | Best Art Direction                                | Kevin Thompson George DeTitta Jr.                                            | Genomineerd                                                                           |             |
| Critics' Choice Award                   | Best Score                                        | Antonio Sanchez                                                              | Gewonnen                                                                              |             |
| Golden Globes                           | Best Motion Picture – Comedy or Musical           | Best Motion Picture – Comedy or Musical                                      | Genomineerd                                                                           |             |
| Golden Globes                           | Best Director, Motion Picture                     | Alejandro González Iñárritu                                                  | Genomineerd                                                                           |             |
| Golden Globes                           | Best Actor in a Motion Picture, Musical or Comedy | Michael Keaton                                                               | Gewonnen                                                                              |             |
| Golden Globes                           | Best Supporting Actor in a Motion Picture         | Edward Norton                                                                | Genomineerd                                                                           |             |
| Golden Globes                           | Best Supporting Actress in a Motion Picture       | Emma Stone                                                                   | Genomineerd                                                                           |             |
| Golden Globes                           | Best Screenplay, Motion Picture                   | Alejandro González Iñárritu Nicolás Giacobone Alexander Dinelaris Armando Bo | Gewonnen                                                                              |             |
| Golden Globes                           | Best Original Score, Motion Picture               | Antonio Sanchez                                                              | Genomineerd                                                                           |             |
| Internationaal filmfestival van Chicago | Best Actor                                        | Michael Keaton                                                               | Gewonnen                                                                              |             |
| National Board of Review                | Best Actor                                        | Michael Keaton                                                               | Gewonnen                                                                              |             |
| National Board of Review                | Best Supporting Actor                             | Edward Norton                                                                | Gewonnen                                                                              |             |
| National Board of Review                | Top Ten Films                                     | Top Ten Films                                                                | Gewonnen                                                                              |             |
| Satellite Awards                        | Best Motion Picture                               | Best Motion Picture                                                          | Gewonnen                                                                              |             |
| Satellite Awards                        | Best Director                                     | Alejandro González Iñárritu                                                  | Genomineerd                                                                           |             |
| Satellite Awards                        | Best Actor                                        | Michael Keaton                                                               | Gewonnen                                                                              |             |
| Satellite Awards                        | Best Actor in a Supporting Role                   | Edward Norton                                                                | Genomineerd                                                                           |             |
| Satellite Awards                        | Best Actress in a Supporting Role                 | Emma Stone                                                                   | Genomineerd                                                                           |             |
| Satellite Awards                        | Best Screenplay, Original                         | Alejandro González Iñárritu Nicolás Giacobone Alexander Dinelaris Armando Bo | Genomineerd                                                                           |             |
| Satellite Awards                        | Best Cinematography                               | Emmanuel Lubezki                                                             | Genomineerd                                                                           |             |
| Satellite Awards                        | Best Art Direction & Production Design            | George DeTitta Jr. Kevin Thompson Stephen H. Carter                          | Genomineerd                                                                           |             |
| Satellite Awards                        | Best Film Editing                                 | Douglas Crise Stephen Mirrione                                               | Genomineerd                                                                           |             |
| Satellite Awards                        | Best Original Score                               | Antonio Sanchez                                                              | Gewonnen                                                                              |             |
| Filmfestival van Venetië                | Future Film Festival Digital Award                | Alejandro González Iñárritu                                                  | Gewonnen                                                                              |             |
| Filmfestival van Venetië                | Leoncino d'Oro Agiscuola Award                    | Alejandro González Iñárritu                                                  | Gewonnen                                                                              |             |
| Filmfestival van Venetië                | Nazareno Taddei Award                             | Alejandro González Iñárritu                                                  | Gewonnen                                                                              |             |
| Filmfestival van Venetië                | Soundtrack Stars Award                            | Alejandro González Iñárritu                                                  | Gewonnen                                                                              |             |
| Filmfestival van Venetië                | Gouden Leeuw                                      | Alejandro González Iñárritu                                                  | Genomineerd                                                                           |             |

## Trivia
- De trailers van Birdman bevatten de nummers Crazy (van Gnarls Barkley) en Don't Let Me Be Misunderstood.